# Giardini Shalimar
I Giardini Shālīmār (in urdu شالیمار باغ‎?, Shālīmār Bāgh) o Giardini Shalamar (in punjabi شالمار باغ, Śālamār Bāġ) vennero costruiti dal Gran Mogol Shah Jahan a Lahore, in Pakistan. La costruzione iniziò nel 1641 (1051 A.H.) e venne completata l'anno seguente. Il progetto venne eseguito sotto il comando di Khalilullah Khan, un nobile della corte di Shah Jahan, insieme a Ali Mardan Khan e Mulla Alaul Maulk Tuni (Mulla ‘Ala’ ul-Mulk Tuni).
Nel 1981 i giardini Shalimar vennero inclusi dall'UNESCO tra i patrimoni dell'umanità insieme al Forte di Lahore.

## Posizione geografica

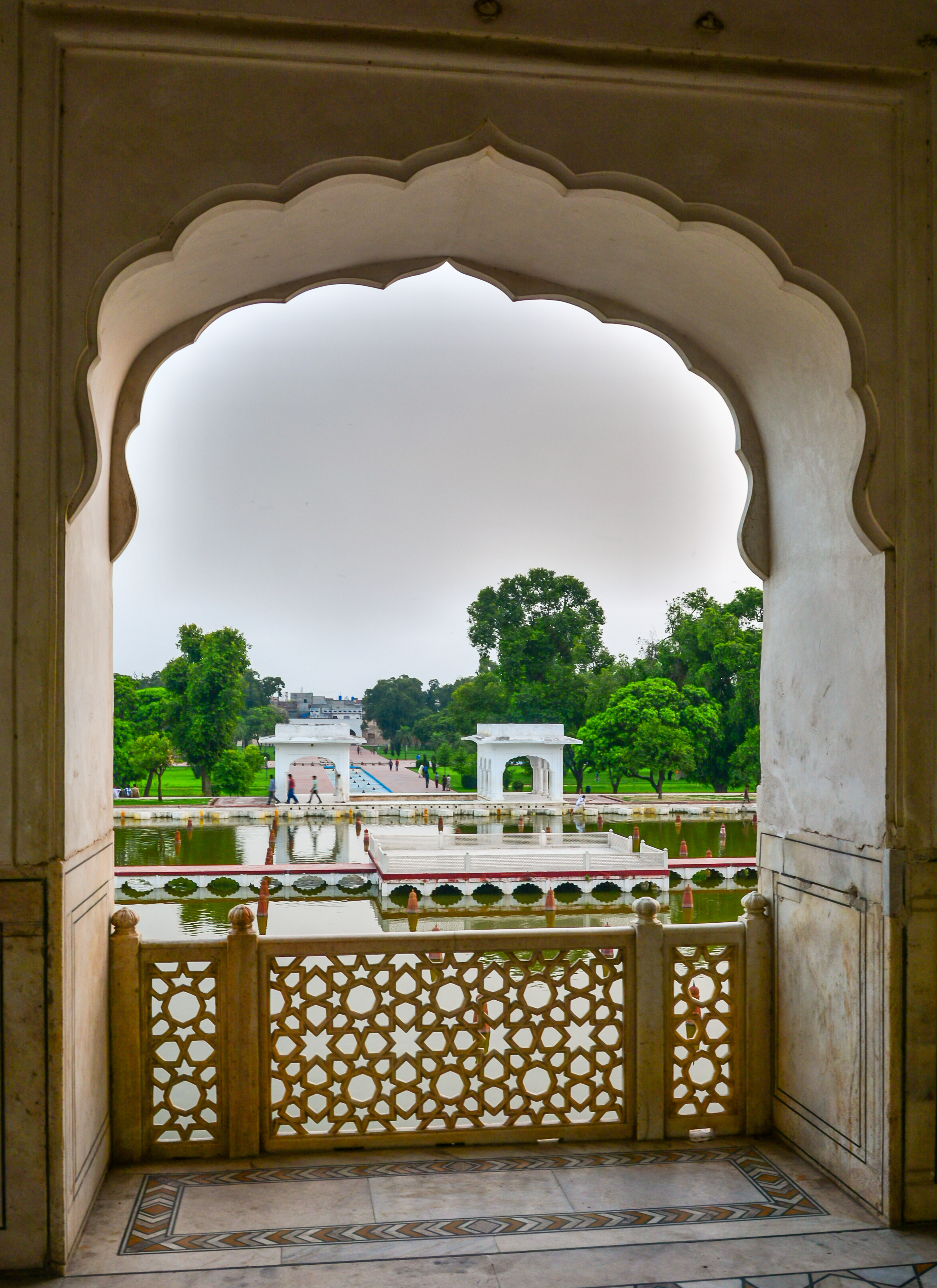
Vista dalla terrazza Farah Baksh ("Donatore di Piacere").

I giardini si trovano vicino a Baghbanpura lungo la Grand Trunk Road, a circa cinque chilometri a nord-est del centro di Lahore.
Furono costruiti dalla famiglia reale Mughal principalmente come luogo per intrattenere gli ospiti, anche se una grande parte era aperta al pubblico. Il design dei giardini è stato influenzato dai più antichi giardini Shalimar in Kashmir, costruiti dal padre di Shah Jahan, l'imperatore Jahangir.  A differenza dei giardini del Kashmir che si basavano su paesaggi in pendenza naturale, l'acquedotto di Lahore ha richiesto un'ampia ingegneria per creare cascate artificiali e terrazze.
I Giardini Shalimar sono stati progettati come un Charbagh("Giardino del Paradiso") in stile persiano, un microcosmo di un'utopia terrestre. Sebbene la parola Bagh sia tradotta semplicemente come "giardino", bagh rappresenta un'esistenza armoniosa tra gli esseri umani e la natura e rappresenta una connessione poetica tra cielo e terra. Tutti gli elementi naturali del bagh sono apprezzati, compresi il sole, la luna e l'aria. Muhammad Saleh Kamboh, storico di Shah Jahan, riferì che i giardini del Kashmir ispirarono il progetto del Giardino Shalimar a Lahore, e che una grande varietà di alberi e fiori cresceva insieme nel giardino.
Il sito è stato scelto per il suo approvvigionamento idrico stabile. Il progetto è stato gestito da Khalilullah Khan, un nobile della corte di Shah Jahan, in collaborazione con Mulla Alaul Maulk Tuni. Ali Mardan Khan fu responsabile della maggior parte della costruzione e fece costruire un canale che portava l'acqua da Rajpot (l'odierna Madhpur in India) ad una distanza di oltre 161 chilometri.
Il canale interseca i giardini terminando in un grande bacino in marmo nel terrazzo mediano.
Il sito dei Giardini Shalimar apparteneva originariamente alla famiglia Arain Mian Baghbanpura. Mian Muhammad Yusuf, allora capo della famiglia Arain Mian, cedette il sito di Ishaq Pura all'imperatore Shah Jahan per la costruzione dei giardini. In cambio, Shah Jahan concesse alla famiglia Arain Mian il governo dei Giardini Shalimar, e i giardini rimasero sotto la loro custodia per oltre 350 anni.

### I nomi
Sui nomi si racconta: i cortigiani dissero al Maharaja Ranjit Singh "che Shala era una parola turca che significa piacere e il mar significa il luogo in cui vivere". Ma "gli argomenti dei cortigiani a favore del significato turco della parola non riuscirono a fare alcuna impressione su Ranjit Singh, egli diede il proprio nome al giardino e lo chiamò "Shahla Bagh" شهلا باغ, "Shahla" che significa in persiano "innamorato" con gli occhi grigio scuro e una sfumatura di rosso e "Bagh" che significa "giardino"." 
I cortigiani presenti elogiarono l'ingegnosità del Maharájá nello scegliere un nome così affascinante per i famosi giardini di Láhore, e fu ordinato, di conseguenza, che da allora in poi i giardini fossero chiamati con quel nome, e così scritto in tutta la corrispondenza pubblica.
I giardini sono comunque ancora oggi conosciuti come i "Giardini Shalimar". Secondo Muhammad Ishtiaq Khan, "l'interpretazione più plausibile, tuttavia, sembra essere che la parola "Shalamar" sia una corruzione dell'originale "Shalimar" [...].

## Storia

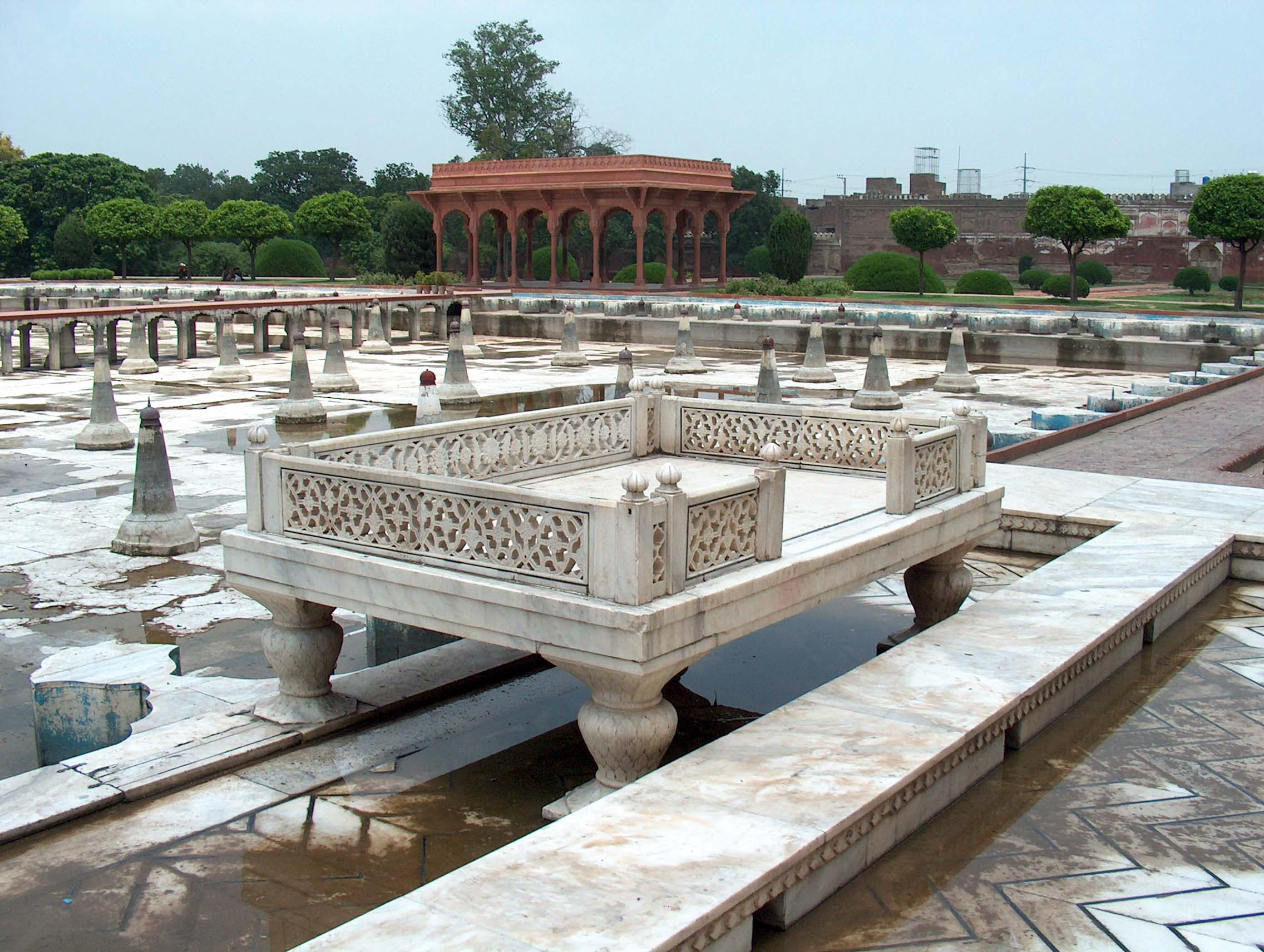
All'interno dei Giardini Shalimar

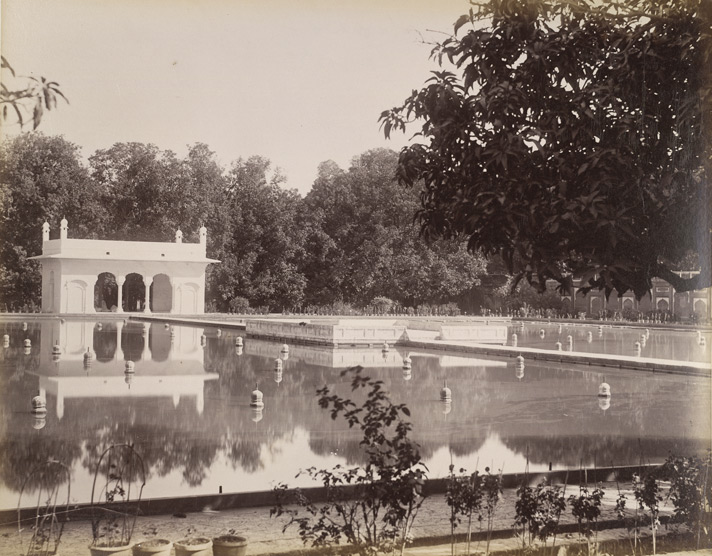
I Giardini Shalimar nel 1895

La costruzione dei giardini iniziò il 12 giugno 1641 e richiese 18 mesi per essere completata. Durante l'impero sikh, gran parte del marmo del giardino fu saccheggiato e utilizzato per decorare il Tempio d'Oro e il Palazzo Ram Bagh nella vicina Amritsar, mentre il costoso cancello d'agata dei giardini fu spogliato e venduto da Lehna Singh Majithia.

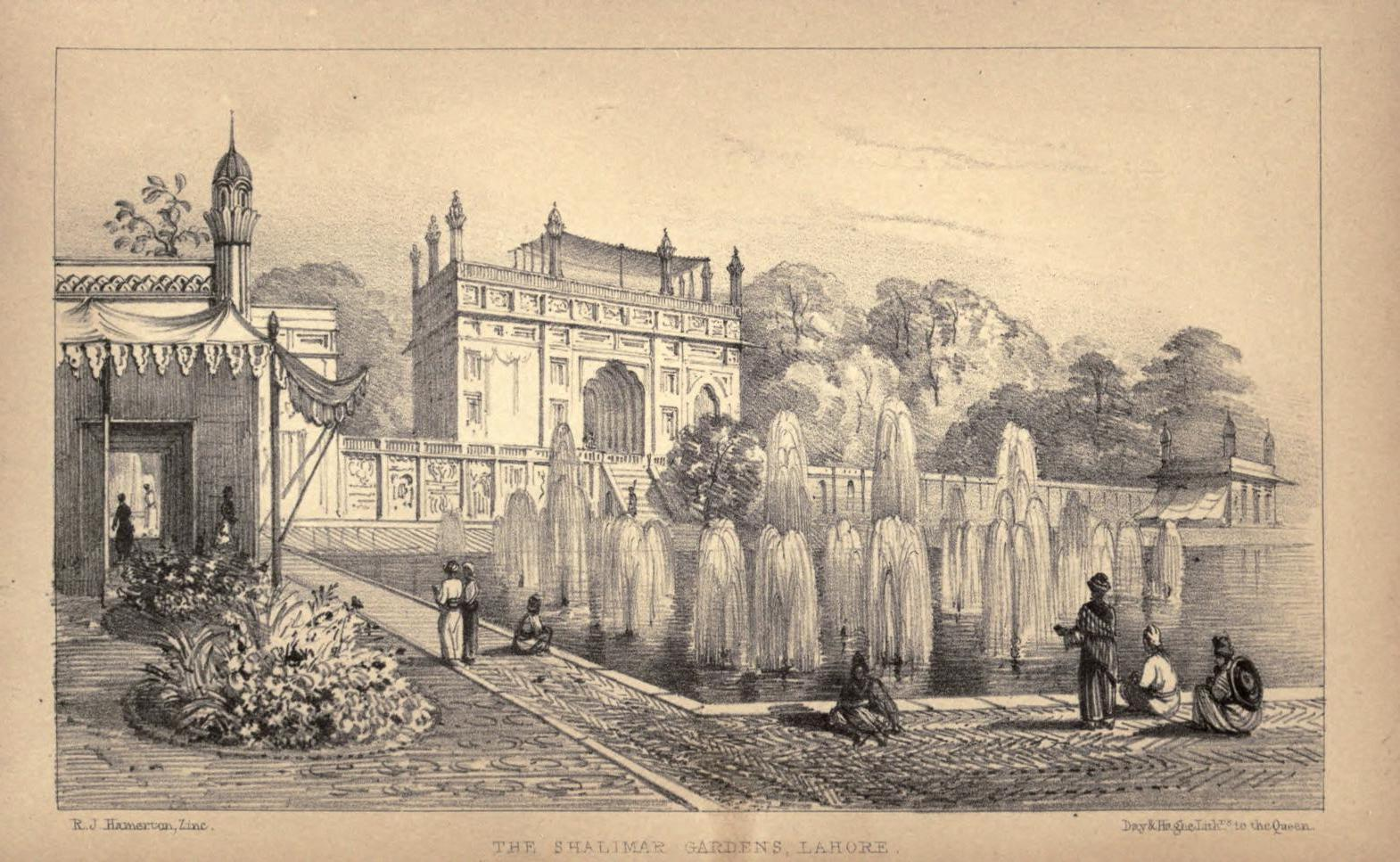
Il giardino durante il dominio Sikh. Litografia intitolata 'The Shalimar Gardens, Lahore', da 'The Court and Camp of Runjeet Sing' di William Godolphin Osborne, ca.1840.

Nel 1806 il Maharaja Ranjit Singh ordinò la riparazione dei Giardini Shalimar.
I giardini furono nazionalizzati nel 1962 dal generale Ayub Khan  perché i membri della famiglia Arain Mian si erano opposti alla sua imposizione della legge marziale in Pakistan. L'annuale festival Mela Chiraghan si svolgeva nei giardini fino a quando il generale Ayub Khan lo proibì nel 1958.

## Design

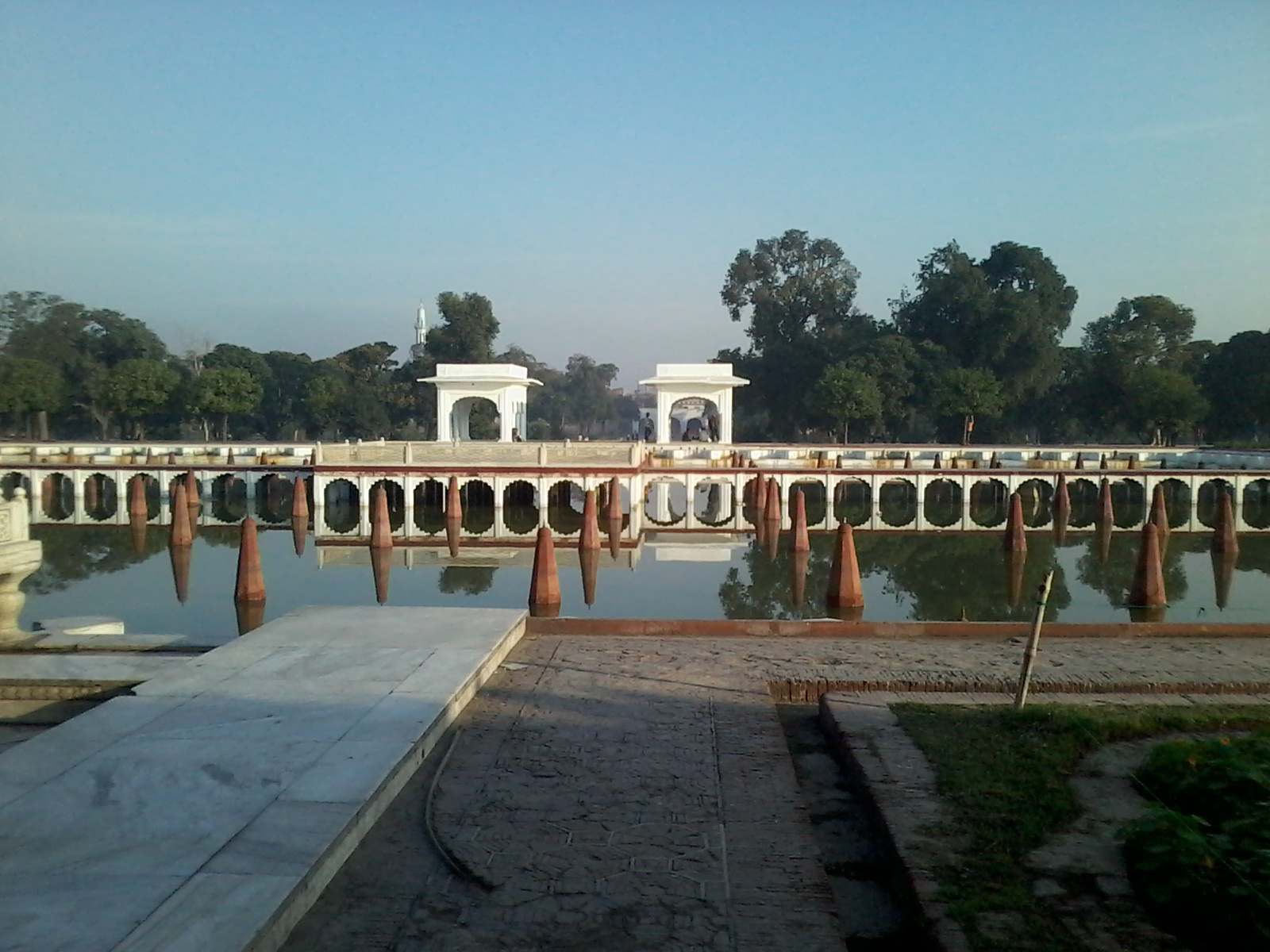
La terrazza di livello intermedio del giardino, nota come terrazza Faiz Bakhsh, era il giardino dell'imperatore.

I giardini Mughal si basavano sui giardini timuridi costruiti in Asia centrale e in Iran tra il XIV e il XVI secolo. Un alto muro di mattoni riccamente decorato con intricati trafori racchiude il sito per consentire la creazione di un giardino paradisiaco di Charbagh, un microcosmo di un'utopia terrena.
I Giardini Shalimar sono disposti a forma di rettangolo allineato lungo un asse nord-sud, misurano 658 metri per 258 metri e coprono un'area di 16 ettari. Ogni livello della terrazza è 4-5 metri più alto del livello precedente.
La terrazza più alta dei giardini si chiama Bagh-e-Farah Baksh, che letteralmente significa "Donatore di Piacere". La seconda e la terza terrazza sono conosciute congiuntamente come Bagh-e-Faiz Baksh, che significa "Donatore di Bontà". La prima e la terza terrazza hanno entrambe la forma di quadrati, mentre la seconda terrazza è uno stretto rettangolo.
L'ingresso principale di Shalimar era sulla terrazza più bassa, che era aperta ai nobili e occasionalmente al pubblico. La terrazza centrale era il Giardino dell'Imperatore e conteneva i giochi d'acqua più elaborati di qualsiasi giardino Mughal. La terrazza più alta era riservata all'harem dell'imperatore.
Le terrazze di forma quadrata erano entrambe divise in quattro quadrati più piccoli equivalenti da lunghe fontane fiancheggiate da passerelle in mattoni khayaban progettate per essere rialzate al fine di fornire una migliore vista del giardino. Le cascate sono state fatte scorrere su un sentiero di marmo in quelli che sono noti come chadors, o "tende" nella terrazza centrale. L'acqua si raccoglieva in una grande piscina, nota come haūz, sopra la quale veniva realizzato un padiglione per posti a sedere.

### Le 410 fontane
In questo bacino e nel canale sorgono 410 fontane, ognuna conosciuta come haūz, che riforniscono d'acqua le piscine in marmo. Il giardino recintato è reso più fresco rispetto alle aree circostanti dal fitto fogliame del giardino e dai giochi d'acqua  - un sollievo durante le estati torride di Lahore, con temperature a volte superiori a 49°C. Degna di nota è la maestria degli ingegneri del Mogol, tanto che tuttora gli scienziati non sono in grado di capire il funzionamento di queste fontane. La distribuzione sui tre livelli è questa:
- il livello superiore contiene 105 fontane
- il livello mediano contiene 152 fontane
- il livello inferiore contiene 153 fontane
- il totale è quindi di 410 fontane

### Cascate
I giardini contengono cinque cascate tra cui la Grande cascata in marmo e la Sawan Bhadoon.

### Padiglioni dei giardini

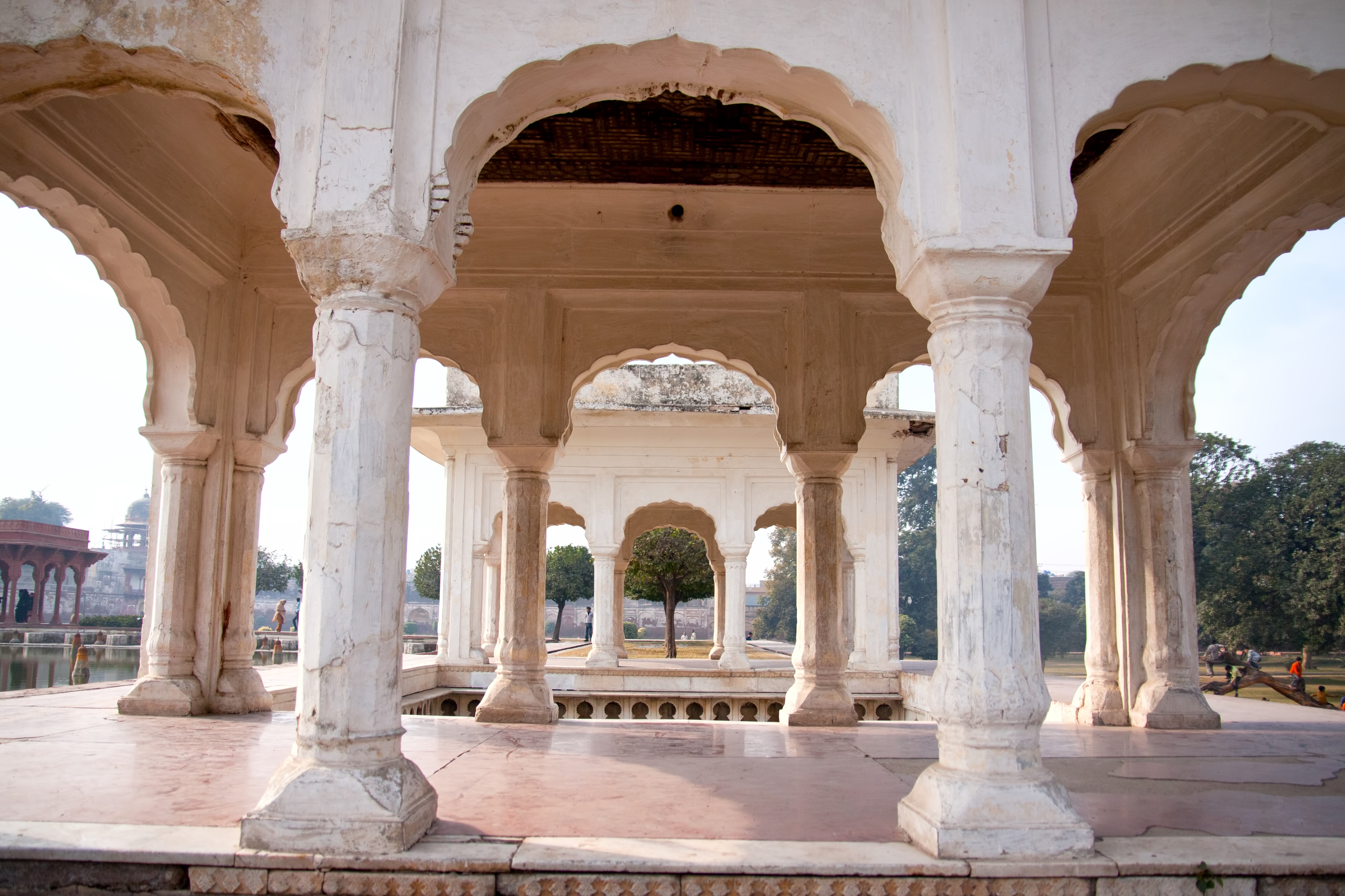
I Baradari.

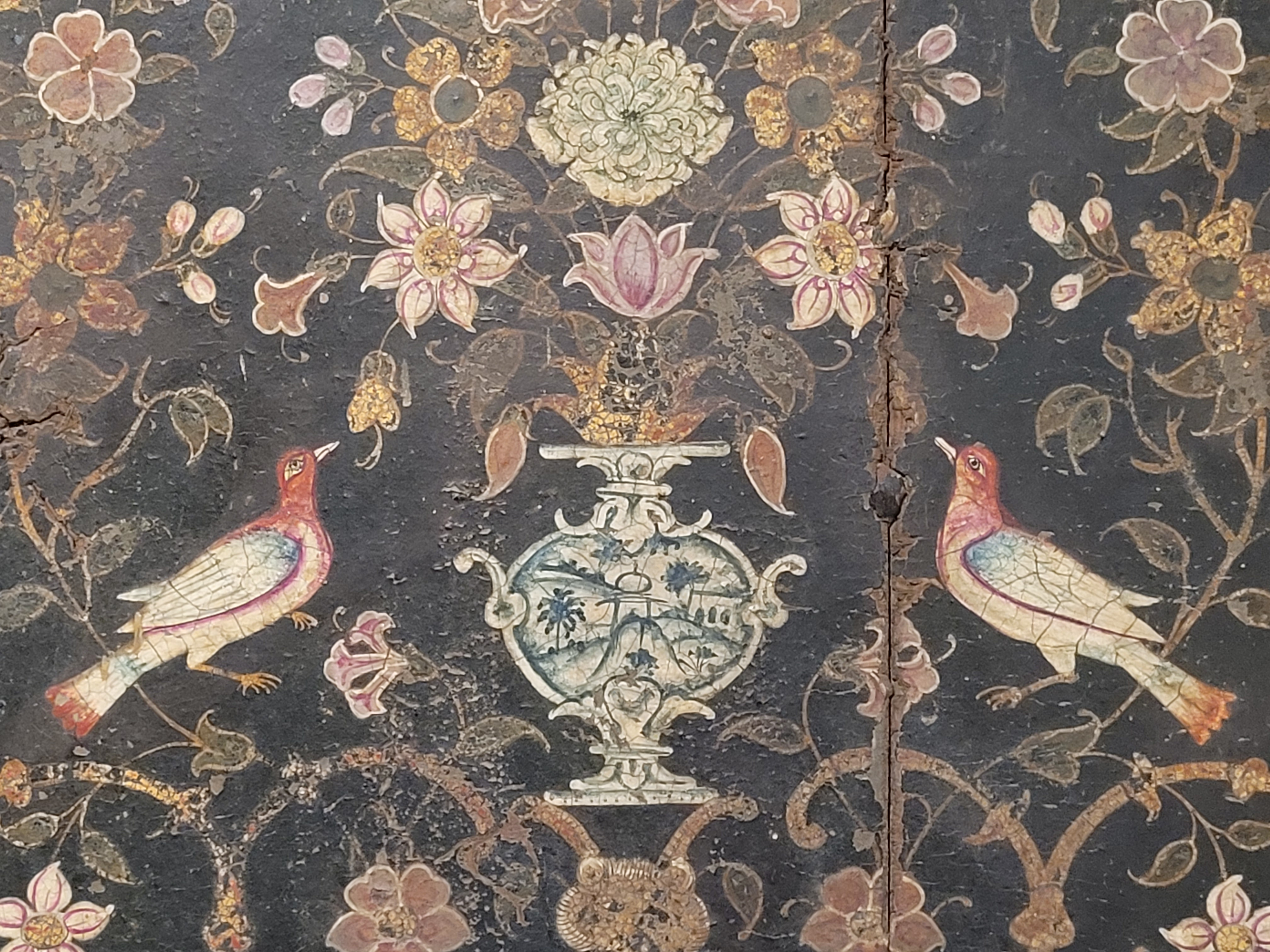
Frammento della porta dipinta dai Giardini Shalimar. Si trova nel Museo di Lahore

Tra gli edifici presenti nei giardini ricordiamo:
- padiglione Sawan Bhadum
- Naqar Khana ed i suoi edifici
- Khwabgah o camera da letto
- Hammam o bagno reale
- The Aiwan o sala grande
- Aramgah o luogo di riposo
- Khawabgah di Begum Sahib o luogo dei sogni della moglie dell'imperatore
- Baradaries o padiglioni estivi
- Diwan-e-Khas-o-Aam o sala delle udienze private e pubbliche con l'imperatore
- due porte e minareti negli angoli del giardino

### Alberi dei giardini
Tra gli alberi presenti nei giardini ci sono:
| - mandorli - meli - albicocchi - ciliegi - gokcha - mango - gelso (albero di more) | - peschi - susini - pioppi - cotogno senza semi - piccoli cipressi - arbusti - aranci aspri e dolci |
| - Oltre a varie specie di piante di frutta odorose e non                           | |